# Chondrodesmus chamberlini
Chondrodesmus chamberlini är en mångfotingart som beskrevs av Hoffman 1950. Chondrodesmus chamberlini ingår i släktet Chondrodesmus och familjen Chelodesmidae. Inga underarter finns listade i Catalogue of Life.